# Eupelmus hawaiiensis
Eupelmus hawaiiensis är en stekelart som beskrevs av William Harris Ashmead 1901. Eupelmus hawaiiensis ingår i släktet Eupelmus och familjen hoppglanssteklar. Inga underarter finns listade i Catalogue of Life.